# Souley Abdoulaye
Souley Abdoulaye, né à Kaoura Acha (Illéla, Tahoua, Colonie du Niger) en 1956 et mort le 1er mars 2023 à Suresnes,, est un homme politique nigérien. Il est Premier ministre du 28 septembre 1994 au 8 février 1995 puis ministre des Transports de 1996 à 1997 sous la présidence d'Ibrahim Baré Maïnassara, puis ministre de l'Intérieur chargé de la police et de la sécurité intérieure de 1997 à 1999.

## Carrière politique

### Ministre du Commerce, des Transports et du Tourisme
Membre du parti politique Convention démocratique et sociale (CDS), Abdoulaye est nommée ministre du Commerce, des Transports et du Tourisme le 23 avril 1993 de la coalition Alliance des forces du changement dirigée par le Premier ministre Mahamadou Issoufou après la victoire de Mahamane Ousmane, leader du CDS, à l'élection présidentielle de mars. Abdoulaye est considéré comme un proche du président dont il est le directeur de campagne et trésorier du CDS.
Comme ministre, Abdoulaye participe à la négociation avec les pirates de l'air nigérians qui ont détourné un avion en provenance du Nigeria à Niamey en octobre 1993. La plupart des passagers ont été relâchés au cours des premières négociations et les autres au cours de l'intervention d'un commando alors que les négociations se tenaient à bord entre Abdoulaye et les pirates.

### Premier ministre
Après la démission du Premier ministre Mahamadou Issoufou, le président Ousmane nomme Abdoulaye Premier ministre en septembre 1994.